# Подарі (комуна)
Подарі (рум. Podari) — комуна у повіті Долж в Румунії. До складу комуни входять такі села (дані про населення за 2002 рік):
- Балта-Верде (435 осіб)
- Браніште (814 осіб)
- Гура-Веїй (451 особа)
- Лівезь (876 осіб)
- Подарі (3869 осіб)

Комуна розташована на відстані 185 км на захід від Бухареста, 8 км на південь від Крайови.

## Населення
За даними перепису населення 2002 року у комуні проживали 6445 осіб.
Національний склад населення комуни:
| Національність | Кількість осіб | Відсоток |
| -------------- | -------------- | -------- |
| румуни         | 6067           | 94,1%    |
| цигани         | 373            | 5,8%     |
| угорці         | 4              | 0,1%     |
| болгари        | 1              | < 0,1%   |

Рідною мовою назвали:
| Мова      | Кількість осіб | Відсоток |
| --------- | -------------- | -------- |
| румунська | 6271           | 97,3%    |
| циганська | 170            | 2,6%     |
| угорська  | 4              | 0,1%     |

Склад населення комуни за віросповіданням:
| Релігія       | Кількість осіб | Відсоток |
| ------------- | -------------- | -------- |
| православні   | 6323           | 98,1%    |
| адвентисти    | 98             | 1,5%     |
| римо-католики | 7              | 0,1%     |
| не релігійні  | 4              | 0,1%     |
| реформати     | 3              | < 0,1%   |
| бретрени      | 2              | < 0,1%   |
| п'ятдесятники | 1              | < 0,1%   |
| мусульмани    | 1              | < 0,1%   |
| атеїсти       | 1              | < 0,1%   |